# Михайловский, Георгий Павлович
Георгий Павлович Михайловский (28 апреля [10 мая] 1870, Житомирский уезд, Волынская губерния — 18 [31] декабря 1912, Юрьев, Лифляндская губерния) — русский учёный-геолог, профессор Императорского Юрьевского университета (1905), занимался исследованием третичных геологических отложений юга России. Он и его ближайшие ученики создали школу эстонских геологов.

## Биография
Родился 28 апреля (10 мая) 1870 года, в поместье своего отца в 6 верстах от города Житомир, в селе Сингуры (Житомирский уезд, Волынская губерния).
В 1890 году окончил Вторую Одесскую гимназию, в 1894 году — естественное отделение физико-математического факультета Новороссийского университета, получив медаль за сочинение по геологии.
Начал работать Варшавском университете в должности ассистента, а потом 3 года был хранителем Минералогического кабинета под руководством профессора А. Е. Лагорио.
В 1898 году переехал в Санкт-Петербург, где стал работать в Геологическом комитете: сотрудник, затем помощник геолога комитета. Одновременно, работал секретарём канцелярии министра внутренних дел.
В Геологическом комитете он интересовался преимущественно палеонтологией и исторической геологией, специально занимаясь исследованием третичных отложений юга России, под руководством геологов А. О. Михальского и Н. А. Соколова.
В 1904 году защитил диссертацию на степень магистра, по теме «Средиземноморские отложения Тамаковки».
В 1905 году был избран экстраординарным профессором на кафедру геологии Юрьевского университета, затем стал исполняющим обязанности ординарного профессора (1912). Был директором минералогического кабинета.
Одновременно преподавал в Пушкинской женской гимназии и в реальном училище города Юрьев.
С 1893 года каждый летний сезон проводил в экспедициях, организованных различными учёными обществами и геологическим комитетом, по северному Уралу, югу России, Кавказу (Чечня и Абхазия), Прибалтике и Бессарабии.
С 1905 года читал научно-популярные лекции по общей и исторической геологии, которые пользовались огромным успехом.
В 1906 году совершил путешествие на Кубу, в Мексику и США, где был командирован на 10-ю сессию Международного геологического конгресса в Мехико, и был избран почётным секретарём. По пути проехал по Европе, побывал на вулкане Везувий.
В 1906 году занимался вопросами происхождения кавказской нефти (нефтеобразование), отстаивал следующие основные положения:
1. исходное для нефти органическое вещество было смешанным (растительным и животным);
2. захоронение его происходило в глинистых илах (но не в песчаных отложениях, как считали многие геологи тех лет);
3. начальная стадия преобразования материнского органического вещества обусловлена деятельностью бактерий, как аэробных, так и анаэробных; последующие стадии процесса — физико-химические, при которых главнейшие действующие факторы — давление и температура;
4. первичная нефть рождается диффузно-рассеянной;
5. скопление нефти в коллекторах представляет вторичный процесс;
6. формирование залежей нефти является результатом тектонических нарушений, в частности следствием образования антиклиналей.

Поэтому его можно считать одним из основоположников представлений о нефтематеринских свитах.
Не успел полностью закончить учебник по исторической геологии.
Добился у министру образования выделения 800 тысяч рублей для строительства нового здания университета, строилось в 1912—1914 годах.
В последние годы жизни был болен хроническим нефритом в слабой степени.
Скоропостижно скончался 18 (31) декабря 1912 года в Юрьеве, в возрасте 42 года.

## Литературное творчество
Был талантливым поэтом, но писал стихи не для публикации, тем более, что некоторые из них, например, посвященные событиям 1905 года, не могли быть пропущены царской цензурой. Его стихи хранятся в ГИН РАН.

## Членство в организациях
- Императорское Санкт-Петербургское минералогическое общество
- Императорское Русское Географическое Общество
- Общество естествоиспытателей при Императорском Юрьевском университете
- и другие учёные общества.

## Семья
Жена — Евгения Сильвестровна. Их дочь — Е. Г. Михайловская, врач; сын — Б. Г. Михайловский.